# نيكولاس أونيل
نيكولاس أونيل (بالإنجليزية: Nicholas O'Neill)‏ هو موسيقي أمريكي، ولد في 28 يناير 1985، وتوفي في 20 فبراير 2003.